# Joanie Anderson
Joanie Anderson (* 1986) ist eine ehemalige US-amerikanische Snowboarderin. Sie startete in den Disziplinen Snowboardcross und Halfpipe.

## Werdegang
Anderson startete international erstmals bei den Winter-X-Games 2004 in Aspen. Dort belegte sie den 13. Platz in der Halfpipe und den fünften Rang im Snowboardcross. Bei den folgenden Juniorenweltmeisterschaften 2004 in Oberwiesenthal und am Klínovec gewann sie die Goldmedaille im Snowboardcross. Zudem errang sie dort den 17. Platz im Big Air und den siebten Platz in der Halfpipe. In der Saison 2004/05 gab sie in Nassfeld ihr Debüt im Snowboard-Weltcup, wobei sie die Plätze 30 und 25 im Snowboardcross belegte und kam bei den Winter-X-Games 2005 auf den 16. Platz in der Halfpipe sowie den vierten Rang im Snowboardcross. In den folgenden Jahren gewann sie bei den Winter-X-Games 2006 die Silbermedaille und bei den Winter-X-Games 2007 die Goldmedaille im Snowboardcross. Bei den Winter-X-Games 2008 errang sie den 16. Platz im Snowboardcross. In der Saison 2008/09 erreichte sie im Cypress mit dem 16. Platz im Snowboardcross ihre beste Platzierung im Weltcup und errang bei den Winter-X-Games 2009 den sechsten Platz. In der folgenden Saison absolvierte sie in Chapelco ihren siebten und damit letzten Weltcup, welchen sie auf dem 20. Platz im Snowboardcross beendete und holte bei den Winter-X-Games 2010 die Bronzemedaille im Snowboardcross. Im folgenden Jahr wurde sie bei den Winter-X-Games Siebte im Snowboardcross.
Ihre Schwester Jamie ist ebenfalls als Snowboarderin aktiv.

## Weltcup-Gesamtplatzierungen
| Saison  | Gesamt | Gesamt | Snowboardcross | Snowboardcross | Halfpipe | Halfpipe |
| Saison  | Punkte | Platz  | Punkte         | Platz          | Punkte   | Platz    |
| ------- | ------ | ------ | -------------- | -------------- | -------- | -------- |
| 2004/05 | -      | -      | 92             | 48.            | 110      | 45.      |
| 2008/09 | 150    | 131.   | 150            | 40.            | -        | -        |
| 2009/10 | 110    | 140.   | 110            | 39.            | -        | -        |